# Кудымкар (аэропорт)
Аэропорт Кудымкар — аэропорт местных воздушных линий города Кудымкар (Пермский край).
Аэродром 4 класса. Имеет две грунтовые взлётно-посадочные полосы: 1150×120 м и 600×60 м. Находится в ведении Приволжского МТУ ВС Росавиации.
Типы принимаемых воздушных судов: самолёты Ан-2 и им подобные, вертолёты Ми-2, Ми-8.